# Heinrichstal-See
Der Heinrichstal-See ist ein See südlich der Stadt Gommern in Sachsen-Anhalt.
Der See ging aus einem hier ursprünglich betriebenen Steinbruch hervor und ist von Wald umgeben. Er umfasst eine Fläche von circa 1,5 Hektar. In West-Ost-Ausdehnung erstreckt sich der Heinrichstal-See über etwa 170 Meter bei einer maximalen Breite von ungefähr 80 Metern. In der näheren Umgebung befinden sich diverse weitere kleine Seen, so etwas weiter nördlich der Kulk.